# Ідіофони
Ідіофо́ни (від грец. ιδιος — свій, і грец. φωνη — звук) — група музичних інструментів, джерелом звуку яких слугує матеріал, здатний звучати без додаткового натя́гування (як того вимагають струни у хордофонів або мембрани у мембранофонів). Звичайно ідіофони складаються повністю з матеріалу, що звучить — металу, дерева, скла, каміння, іноді з нього виготовляється лише частина, на якій грають.
В залежності від способу звуковидобування розрізняють такі різновиди ідіофонів:
- Ударні ідіофони — інструменти, по яких безпосередньо вдаряють паличками чи долонями (наприклад ксилофон, тубафон, гонг, тарілки, дзвони), або струшують (маракаси, флексатон, пандейра). Переважна більшість ударних інструментів, які не є мембранофонами (як наприклад литаври і барабани), є ударними ідіофонами.

Інші три різновиди зустрічаються значно рідше. Це:
- Щипкові ідіофони — звук видобувається в результаті защипування звучащого тіла пальцями виконавця або спеціальним пристроєм. Найвідомішим щипковими ідіофонами в Україні є дримба і катеринка.
- Фрикційні ідіофони (від англ. friction — тертя) — звук видобувається в результаті тертя інструменту смичком, щіточкою, долонями. Прикладами фрикційних ідіофонів є скляна гармонія, скляна арфа та інші. Деякі композитори-авангардисти використовували як фрикційний інструмент також вібрафон та тарілки, використовуючи замість традиційних паличок смичок.
- Духові ідіофони — звук видобувається в результаті збудження вібратора від потоку повітря, що на нього скеровується. Деякі дослідники відносять до цього типу інструментів акордеони, губну гармонію та інші подібні інструменти[1],[2], однак в класифікації Хорнбостеля-Закса, ці інструменти відносяться до аерофонів.